# MobileMe
MobileMe — платный набор интернет-сервисов с поддержкой push-технологий от Apple. Выпущен взамен устаревших сервисов iTools и .Mac. Первоначально была запущена 7 января 2000 года как iTools, бесплатный набор интернет-сервисов для пользователей Mac OS 9. Apple перезапустила сервис как .Mac 17 июля 2002 года, пользоваться которым можно было после оплаты подписки, специально разработан для пользователей macOS. Затем Apple снова перезапустила сервис как MobileMe на WWDC’08 9 июля 2008 года, уже для пользователей macOS, Windows, iPhone, iPod touch и, впоследствии, iPad. По выражению Стива Джобса: MobileMe — это Microsoft Exchange для обычных людей.
28 февраля 2011 года коробки с MobileMe были убраны с полок Apple Store, также MobileMe больше не доступен через официальных реселлеров. 6 июня 2011 года во время WWDC 2011, Apple официально представила новый облачный сервис iCloud, который полностью заменит MobileMe 30 июня 2012 года. C 6 июня 2011 года, Apple больше не предоставляет возможность регистрации в MobileMe новым пользователям.

## История
- 2008, 9 июня — дата представления сервиса на WWDC-2008
- 2008, 11 июля — дата начала функционирования сервиса. В этот же день начались продажи телефона iPhone 3G.

## О сервисе
C помощью сервиса MobileMe можно передавать электронную почту, контакты и календарь на iPhone, iPod Touch, Mac или PC. MobileMe обеспечивает полный набор web-приложений, доступных любому современному браузеру. Кроме почты и контактов можно использовать галерею для просмотра и обмена фотографиями и iDisk для хранения и обмена документами в режиме онлайн.
Web-приложения MobileMe полностью лишены рекламы и дают полное ощущение работы на стационарном компьютере. В MobileMe всё объединено в единый интерфейс. Чтобы переключиться с одного приложения на другое достаточно кликнуть мышью. MobileMe подразумевает 20 Гбайт онлайн памяти, которую можно использовать для хранения писем, фотографий, фильмов и документов.
Все, кто раньше пользовались сервисом .Mac, автоматически получили доступ к сервису MobileMe.
На iPhone и iPod Touch MobileMe предусматривает наличие прошивки iPhone 3.0 и выше, iTunes версии 7.7 и выше.
Для Mac требуется наличие Mac OS X 10.4.11 и выше.
Для ПК требуется наличие Windows 7, Windows Vista, Windows XP Home или Windows XP Professional со вторым сервис паком, а также требуется Microsoft Outlook 2003 или более поздняя версия. Для синхронизации контактов с ПК требуется установить MobileMe Control Panel for Windows.
MobileMe доступен в Интернете для браузеров Safari 3, Internet Explorer 7, FireFox 3, Opera 11 или Chrome.

### Разработка сервиса
Специалисты утверждают, что при создании данного сервиса разработчики Apple использовали JavaScript-фреймворк SproutCore.

## Компоненты MobileMe
Состав сервиса MobileMe:
1. Mail MobileMe — почтовый сервис
2. Contacts MobileMe — адресная книга
3. Calendar MobileMe — календарь, ежедневник
4. Gallery MobileMe — фотогалерея
5. iDisk MobileMe — удаленное хранилище
6. Find my iPhone MobileMe — приложения поиска устройства для iPhone, iPad
7. Account Settings MobileMe — настройка аккаунта

## Цены
- Годовая подписка на сервис MobileMe для одного лица, как и подписка на сервис .Mac стоит $99.
- За $149 можно подписаться на семейную версию. В состав подписки входят главный account на 20 Гбайт и 4 дополнительных по 5 Гбайт каждый. Дополнительные 20 Гбайт пользователи могут приобрести за 49 долларов, а 40 Гбайт — за 99 долларов в год.
- Пользователи, которые заходят попробовать сервис без всяких обязательств, могут зарегистрировать бесплатную 60-дневную пробную версию (только при наличии кредитной карты).
- Цены незначительно различаются для разных стран мира, к примеру для России цена годовой подписки для одного лица составляет €65.29 (после окончания срока действия бесплатной подписки)[4], а в странах Европы €79.00
- Для iPad, iPhone 4 и iPod touch(4-го поколения) с версией программного обеспечения iOS 4.2 и выше сервис Find My iPhone — бесплатен.

| Маркет                  | Цена         | Цена     | Персональная в США$ (для сравнения) |
| Маркет                  | Персональная | Семейная | Персональная в США$ (для сравнения) |
| ----------------------- | ------------ | -------- | ----------------------------------- |
| США                     | $99          | $149     | $99                                 |
| Канада                  | $109         | $159     | $104.99                             |
| Великобритания          | £60          | £91      | $96.70                              |
| ЕС                      | €79          | €119     | $112.45                             |
| Европа (не ЕС) и Африка | €65.29       | €98.35   | $92.93                              |
| Швейцария               | €70.25       | €105.82  | $93.98                              |
| Сингапур                | $ $148       | S$228    | $117.41                             |
| Япония                  | ¥8239        | ¥15600   | $116.63                             |
| Австралия               | $ 119        | A$179    | $123.45                             |

(Цену указаны www.apple.com/mobileme на 16 апреля, 2010).